# Nice Lufthavn
Nice Côte d'Azur (IATA: NCE, ICAO: LFMN) er en fransk lufthavn placeret i Nice. Den er beliggende 3,2 SM (5,9 km) sydvest for byen og er den primære lufthavn for rejsende til Côte d'Azur. Det er Frankrigs tredje meste travle lufthavn efter Charles de Gaulle og Paris-Orly, med 9.603.014 passagerer i 2010.
På grund af dens nærhed til Monaco er den henregnet til at være dennes "nationale" lufthavn, med helikopter-forbindelse mellem de to.

## Transport
Busselskabet Ligne d'Azur kører med linjerne 23, 98 og 99 mellem lufthavnen og Nice centrum. 23 og 99 går til Nice jernbanestation (Gare SNCF) og 98 går til Nice busstation (Gare Routière).

## Statistik
Se kilde Wikidata forespørgsel og kilder.
| År   | Antal passagerer | Fragt (kg) | Post (kg) |
| ---- | ---------------- | ---------- | --------- |
| 2001 | 8.997.193        | 16.356.027 | 3.823.270 |
| 2002 | 9.197.158        | 15.011.859 | 4.045.508 |
| 2003 | 9.141.525        | 11.851.544 | 3.463.640 |
| 2004 | 9.344.532        | 11.813.421 | 3.367.979 |
| 2005 | 9.754.772        | 11.356.377 | 3.370.062 |
| 2006 | 9.948.035        | 10.565.992 | 3.372.097 |
| 2007 | 10.399.513       | 8.398.147  | 3.147.876 |
| 2008 | 10.382.566       | 7.847.614  | 2.752.634 |
| 2009 | 9.830.987        | 11.223.387 | 2.821.341 |
| 2010 | 9.603.014        | 15.352.826 | 2.542.291 |